# ضياء الدين سعيد بامخرمة
ضياء الدين سعيد عبد الرحيم بامخرمة (بالفرنسية: Dya-Eddine Saïd Abdoulrahim Bamakhrama)‏  هو السفير فوق العادة والمفوض لجمهورية جيبوتي لدى المملكة العربية السعودية ومندوبها الدائم لدى منظمة التعاون الإسلامي منذ العام 2002 إضافة لكونه عميد السلك الدبلوماسي المعتمد لدى المملكة العربية السعودية منذ العام 2013 والمحلل السياسي الجيبوتي. وتعود اصوله من قبيلة سيبان الحمّيريه

## مرتبة الشرف
منح من بلده في وسام الاستقلال الوطني 27 يونيو، بدرجة قائد في العام 2017.